# La Marquise Luisa Casati avec des plumes de paon
La Marquise Luisa Casati avec des plumes de paon (en italien, La marchesa Luisa Casati con penne di pavone) est une peinture à l'huile sur toile (130 × 176 cm) du peintre italien Giovanni Boldini.  Datée de 1911-1913, elle est conservée à la Galerie nationale d'Art moderne et contemporain à Rome. 

## Histoire
Aristocrate, mécène et collectionneuse, la marquise Luisa Casati marqua son temps par ses excentricités et ses allures de femme fatale. Elle donnait de grands bals masqués où se rencontrait l'élite européenne et les artistes de l'avant-garde, et où elle apparaissait avec des guépards tenus en laisse ou parée de serpents vivants en guise de bijoux. De Boldini à Man Ray, en passant par Gabriele D'Annunzio, Kees van Dongen ou Adolf de Meyer, de nombreux peintres et photographes ont fixé son image et contribué à faire d'elle un véritable mythe. La « divine », telle que la qualifiait Boldini dans sa correspondance, était l'un de ses modèles préférés.

## Analyse
Entre 1911 et 1913, Boldini revint à plusieurs reprises sur son grand portrait de la marquise, sans jamais le considérer achevé. La pose audacieuse du modèle et les nombreux coups de pinceau virevoltant autour d'elle accentuent l'impression de mouvement et d'étourdissement, rappelant les recherches des peintres futuristes sur la multiplication du corps dans l'espace.